# Théodore Flournoy
Pour les articles homonymes, voir Flournoy.
Théodore Flournoy, né le 13 août 1854  à Genève et mort dans la même ville le 5 novembre 1920, est un médecin psychologue suisse, connu pour ses travaux sur le spiritisme et les pouvoirs parapsychiques.

## Biographie
Théodore Flournoy soutient une thèse de médecine en 1878 et fait des études de psychologie à l'université de Leipzig. À partir de 1891, il est professeur de psychophysiologie à l'université de Genève, où il crée le laboratoire de psychologie. 
Il s'intéresse au paranormal et au grand courant spirite de l'époque. Il rencontre le 9 décembre 1894 la médium Catherine Élise Müller, qu'il rebaptise « Hélène Smith » dans son important ouvrage Des Indes à la planète Mars. La médium dit écrire sous la dictée d'un certain Léopold, qui serait un autre nom pour Joseph Balsamo dit Cagliostro. Impressionné par l'étendue de son talent, Flournoy décide d'étudier son cas. Pour ce faire, il assiste à de nombreuses séances et la soumet à quelques expériences qui modifient ses transes et la plongent dans le somnambulisme. 
Hélène Smith se met à écrire des romans en état de somnambulisme, partagés en trois grands cycles. Dans le cycle martien, elle communique avec des habitants de la planète mars et écrit dans un autre alphabet. Dans le cycle hindou, elle est la réincarnation d'une princesse indienne, fille d'un cheikh arabe, et parle le sanscrit par glossolalie. Enfin, lors du cycle royal elle prend la personnalité de la reine de France Marie-Antoinette d'Autriche. Elle dessine aussi durant ces visions des paysages martiens, des plantes, des personnages et des animaux inventés. Ces dessins sont exposés à la Biennale de Venise en 2022.
Théodore Flournoy publie ses recherches en 1900, dans Des Indes à la planète Mars. Il reprend à F. W. H. Myers l'idée de conscience subliminale pour expliquer les états créatifs d'Hélène Smith. Il demande également à Ferdinand de Saussure d'examiner les langues qu'elle écrit spontanément. Il montre que les alphabets qu'elle utilise sont fantaisistes et calquent le français, et que ses rêveries reprennent des connaissances auxquelles elle avait eu accès. Cependant, son scepticisme ne le fait pas tomber dans un positivisme étroit : il déclare ne pas pouvoir éclairer tous les phénomènes, et laisse en suspens la question des pouvoirs parapsychiques.
Il poursuivit sa carrière en fondant, en 1901, avec son cousin germain Édouard Claparède, la revue les Archives de Psychologie et en présidant le Congrès de psychologie expérimentale à Genève en 1909, essayant de faire intégrer les phénomènes médiumniques dans la recherche psychologique.
Carl Gustav Jung connaissait personnellement Théodore Flournoy. Les écrits d'une étudiante américaine de ce dernier, Frank Miller,, sont longuement analysés dans son ouvrage Métamorphoses de l'âme et ses symboles. 
Les Surréalistes se sont montrés sensibles à la relation qui unissait le psychologue et la médium, et aux créations de cette dernière. Ils l'ont d'ailleurs représentée dans une des cartes du Jeu de Marseille, dessinée par Victor Brauner en Sirène de Connaissance.
Il était le père d'Henri Flournoy, personnalité des débuts de la psychanalyse en Suisse et en France.

## Publications
- Contribution à l'étude de l'embolie graisseuse, thèse de doctorat en médecine, Strasbourg, 1878.
- Métaphysique et psychologie, Genève, 1890 ; réédition : L'Harmattan, 2005.
- Des phénomènes de synopsie (audition colorée), Genève et Paris, 1893.
- « Illusions de poids », in Beaunis et Binet, L'Année psychologique, tome 1, brochure, Genève, 1895.
- Observations sur quelques types de réactions simple, brochure, Genève, 1896.
- Notice sur le laboratoire de Psychologie de l'Université de Genève, Genève, 1896.
- « Genèse de quelques prétendus messages spirites », La Revue Philosophique, février 1899, brochure, 1899.
- Des Indes à la planète Mars, étude sur un cas de somnambulisme avec glossolalie, Genève et Paris, 1900 ; rééditions : Seuil, 1983 ; L'Harmattan, 2006.
- Nouvelles Observations sur un cas de Somnambulisme, Genève, 1902
- Esprits et Médiums, Mélanges de Métapsychique et de Psychologie, Paris, 1911.
- La Philosophie de William James, 1 vol., 222 p., St-Blaise, 1911.

## Archives
Fonds : Papiers de la famille Flournoy (1760-2004) [4 mètres linéaires, papiers personnels, papiers de famille, correspondance, matériaux généalogiques et biographiques, œuvres, papiers scientifiques, coupures de presse, manuscrits de tiers.].  Cote : CH-000007-9 CH BGE Ms. fr. 7830-7848, Ms. fr. 8877-8887. Genève : Bibliothèque de Genève (présentation en ligne).
Le fonds concerne en particulier Théodore Flournoy (1854-1920), son fils Henri Flournoy (1886-1955) et son petit-fils Olivier Flournoy (1925-2008). Il contient également des documents relatifs à Hélène Smith, dont des dessins (Ms. fr. 7843/3). 
Certains documents sont numérisés et consultables en ligne dans la base de données des manuscrits et archives privées de la Bibliothèque de Genève.